# Mytilus (barco)
El Mytilus es un buque de investigación español operado por el Consejo Superior de Investigaciones Científicas (CSIC).

## Historia
El buque fue construido con el número de casco C-10 en la atarazana Astilleros Armada de Vigo. La construcción comenzó en enero de 1996. La botadura y denominación del oceanográfico tuvieron lugar el 26 de enero de 1997. La madrina fue Esperanza Aguirre, por aquel entonces Ministra de Educación y Ciencia. El barco entró en servicio en abril de 1997. Fue financiado por la Junta de Galicia, el CSIC y la Unión Europea. Fue diseñado por la oficina de ingeniería Cintranaval de Vigo.
Su puerto base es el de Vigo. Es utilizado por el Instituto de Investigaciones Marinas, instalado también en la ciudad olívica, asimismo su uso también está disponible para universidades y otras instituciones de investigación oceanográfica, biológica o geológica. Lleva el nombre de un género de mejillones.
Durante la Expo 98 en Lisboa, el barco se utilizó temporalmente como espacio de exposición flotante.
En noviembre de 2000, el buque fue alargado cuatro metros en Astilleros Armada. En noviembre de 2002 se sustituyeron los motores de accionamiento.

## Datos técnicos y equipamiento
El barco está propulsado por dos motores diésel Volvo-Penta. Inicialmente estaba equipado con dos motores diésel TAMD 71-B, cada uno con 220 Hp. En noviembre de 2002, estos fueron reemplazados por dos motores diésel TAMD-103-A con 287 kW cada uno. Los motores actúan a través de engranajes reductores en dos hélices de paso fijo.
Utiliza un motor diésel marca Perkins de 46,5 Hp, un generador eléctrico Leroy-Somer de 43 kVA y un generador Piller de 60 kVA de potencia accionado por un motor diésel marino Deutz de 53 kW.
El Mytilus está equipado con una ecosonda y un sonar, así como con otros dispositivos destinados a realizar mediciones en el agua, en los fondos marinos y en la atmósfera. Dispone para realizar labores de elevación o de carga y descarga, de un brazo telescópico y de una grúa hidráulica. El brazo se utiliza para lanzar y recuperar un muestreador roseta y otros equipos de investigación. La cubierta de trabajo es de 7,43 × 4,7 metros, por lo que se dispone a bordo de una superficie de 35 m². Dispone también de tres laboratorios a bordo. Es operado por una tripulación de seis personas, para quienes hay tres camarotes dobles disponibles. Otros tres camarotes dobles y otro de cuatro camas están disponibles para el personal científico. En misiones de un día de duración, hasta 25 personas, incluida la tripulación, pueden estar a bordo.